# ASA 트르구무레슈
ASA 트르구무레슈(루마니아어: ASA (Asociația Sportivă Ardealul) Târgu Mureș)는 트르구무레슈를 연고로 하는 루마니아의 축구 구단이었다. 2008년 창단하였고 창단 당시 이름은 FCM 트르구무레슈였다. 마지막 시즌에 루마니아의 2부 리그인 리가 II에 참가하였으며, UEFA 주관 대회 참가 기록은 2014-15 시즌에 루마니아의 최상위 리그인 리가 I에서 2위를 하게 되어 UEFA 유로파리그 2015-16에 참가하여 3차 예선에서 AS 생테티엔한테 합계 2–4로 패배하여 탈락한 것이 전부이다. 2018년 1월에 리가 II에서 중도 기권한 뒤에 해체되었다.

## 성적
- 리가 I
  - 준우승 (1): (2014–15)
- 리가 II
  - 우승 (1): (2009–10)
  - 준우승 (1): (2013–14)

## 역대 감독
| 감독            | 임기 |
| --------------- | ---- |
| 티보르 셀리메스 | 2011 |
| 단 페트레스쿠   | 2015 |